# Iofont
Iofont (Ἰοφῶν Iofon) era el fill legítim de Sòfocles i Nicòstrata i un distingit poeta tràgic.
Ja en vida del seu pare va escriure tragèdies que presentava a les competicions dramàtiques, i va obtenir una brillant victòria (ἐνίκησε λαμπρῶς). Es diu que va arribar a competir contra el seu pare. Si que se sap que va quedar segon en un concurs en què Eurípides havia quedat primer i tercer Ió de Quios l'any 428 aC. Encara era important el 405 aC, quan Aristòfanes va presentar Les granotes, on parla de Iofont i diu que és l'únic bon escriptor de tragèdies que queda, però dubta de si podrà mantenir la seva reputació sense l'ajuda del seu pare, que feia poc que havia mort, insinuant que Iofont rebia ajuda del seu pare en la composició de les obres, o potser que publicava les últimes obres inèdites del seu pare amb el seu propi nom. Va ser coneguda la discussió entre Iofont i el seu pare Sòfocles. Quan el pare tenia 90 anys, Iofont va dir que estava privat de la raó i que per tant no podia administrar els seus béns. Els jutges van absoldre Sòfocles quan aquest els va llegir una part de la seva obra Èdip a Colonos demostrant la seva lucidesa. Després pare i fill es van reconciliar, i Iofont va posar a la tomba del seu pare una inscripció on es feia referència a l'Èdip a Colonos.
De totes les seves obres només se'n conserven algunes línies. Va escriure unes 50 tragèdies de les que Suides menciona:
- Ἀχιλλεύς, Aquil·les
- Τήλεφος, Tèlef
- Ἀκταίων, Acteó
- Ἰλίου πέρσις, La destrucció de Troia
- Δεξαμενός, Dexamen
- Βάκχαι, Les Bacants
- Πενθεύς, Penteu

Els dos darrers corresponen segurament a dues parts d'una sola tragèdia anomenada Αὐλῳδυί.